# Абинская (станция)
Аби́нская — железнодорожная станция Краснодарского региона Северо-Кавказской железной дороги, находящаяся в городе Абинске Краснодарского края.

## Описание
Имеется одна боковая платформа и одна островная платформа шириной около полуметра, между первым и вторым путями. Обе платформы низкие. В 20 метрах восточнее вокзала в сторону Краснодара имеются остатки неиспользуемой высокой платформы и бывший дом начальника станции (ныне частный жилой дом). К старой высокой платформе подходят полуразобранные железнодорожные пути.
Здание вокзала одноэтажное, имеются билетные кассы дальнего следования и зал ожидания. Билеты на пригородные поезда продаются в вагонах.
Объявления о прибытии и отправлении поездов исполняются женским голосом. 
Восточную часть вокзала занимает диспетчерская.

## Галерея

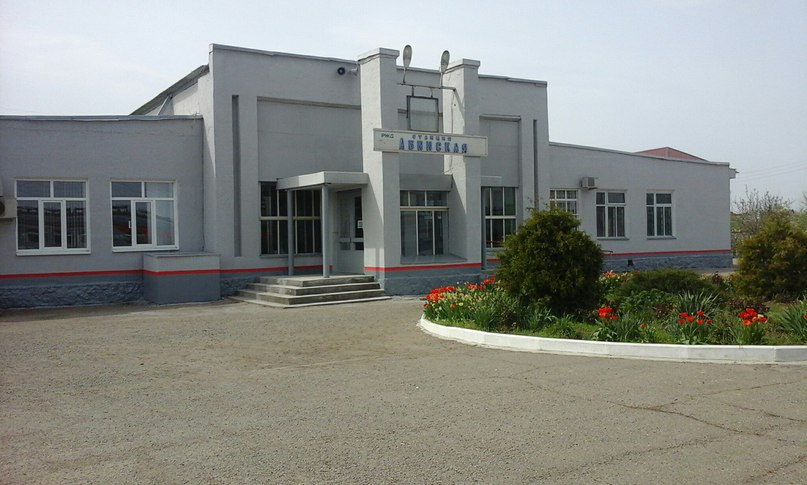
Вокзал станции до ремонта.
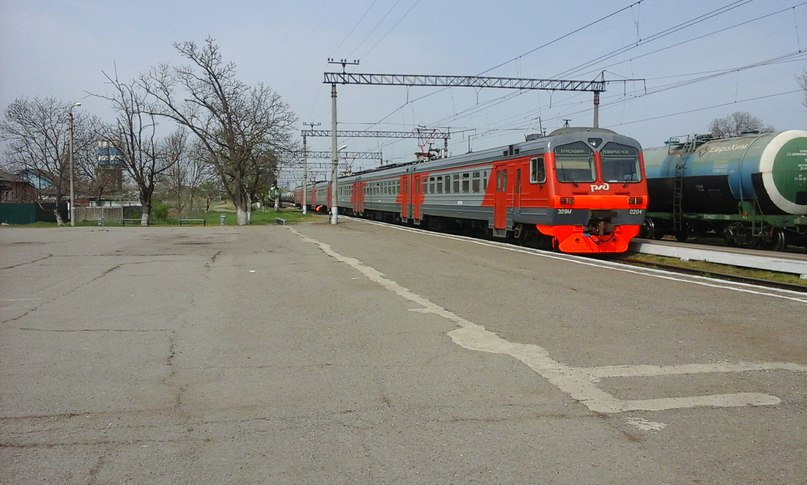
Электропоезд до Новороссийска отходит от станции.
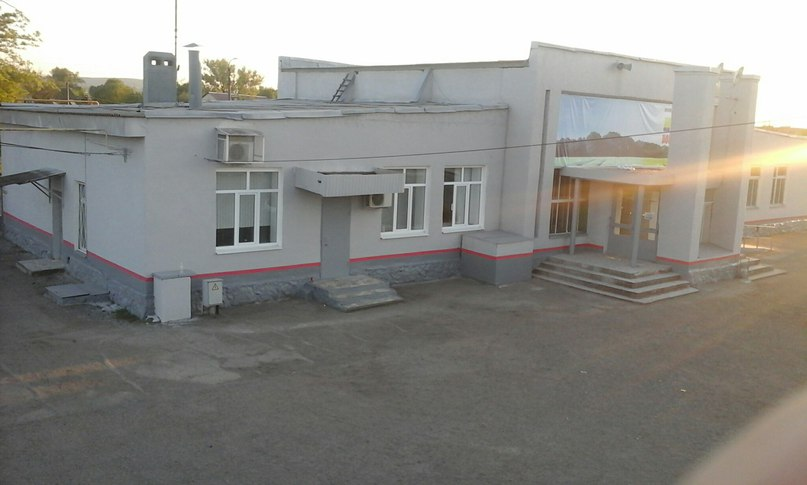
Вид на здание вокзала с пешеходного путепровода.

## Сообщение по станции
| Пригородное | Пригородное              | Пригородное | Пригородное              |
| № поезда    | Маршрут движения         | № поезда    | Маршрут движения         |
| ----------- | ------------------------ | ----------- | ------------------------ |
| Пригородный | Новороссийск — Краснодар | Пригородный | Краснодар — Новороссийск |

### Дальнее
По состоянию на декабрь 2019 года через станцию курсируют следующие поезда дальнего следования:
| Круглогодичное обращение поездов | Круглогодичное обращение поездов | Круглогодичное обращение поездов | Круглогодичное обращение поездов |
| № поезда                         | Маршрут движения                 | № поезда                         | Маршрут движения                 |
| -------------------------------- | -------------------------------- | -------------------------------- | -------------------------------- |
| 109                              | Москва — Анапа                   | 110                              | Анапа — Москва                   |
| 129                              | Красноярск — Анапа               | 130                              | Анапа — Красноярск               |
| 133                              | Томск — Анапа                    | 134                              | Анапа — Томск                    |
| 325                              | Пермь — Новороссийск             | 326                              | Новороссийск — Пермь             |
| 335                              | Екатеринбург — Новороссийск      | 336                              | Новороссийск — Екатеринбург      |
| 339                              | Нижний Новгород — Новороссийск   | 340                              | Новороссийск — Нижний Новгород   |
| 377                              | Москва — Новороссийск            | 378                              | Новороссийск — Москва            |
| 389                              | Минск — Анапа                    | 390                              | Анапа — Минск                    |
| 677                              | Владикавказ — Новороссийск       | 678                              | Новороссийск — Владикавказ       |
| 805 «Ласточка»                   | Ростов на Дону — Новороссийск    | 808 «Ласточка»                   | Новороссийск — Ростов на Дону    |
| 823 «Ласточка»                   | Краснодар — Анапа                | 824 «Ласточка»                   | Анапа — Краснодар                |
| 827 «Ласточка»                   | Краснодар — Анапа                | 828 «Ласточка»                   | Анапа — Краснодар                |

| Сезонное обращение поездов | Сезонное обращение поездов | Сезонное обращение поездов | Сезонное обращение поездов |
| № поезда                   | Маршрут движения           | № поезда                   | Маршрут движения           |
| -------------------------- | -------------------------- | -------------------------- | -------------------------- |
| 205                        | Иркутск — Анапа            | 206                        | Анапа — Иркутск            |
| 229                        | Северобайкальск — Анапа    | 230                        | Анапа — Северобайкальск    |
| 235                        | Тында — Анапа              | 236                        | Анапа — Тында              |
| 237                        | Москва — Анапа             | 238                        | Анапа — Москва             |
| 243                        | Новокузнецк — Анапа        | 244                        | Анапа — Новокузнецк        |
| 259                        | Санкт-Петербург — Анапа    | 260                        | Анапа — Санкт-Петербург    |
| 285                        | Мурманск — Новороссийск    | 286                        | Новороссийск — Мурманск    |
| 453                        | Уфа — Новороссийск         | 454                        | Новороссийск — Уфа         |
| 455                        | Челябинск — Новороссийск   | 456                        | Новороссийск — Челябинск   |
| 457                        | Челябинск — Анапа          | 458                        | Анапа — Челябинск          |
| 469                        | Саратов — Новороссийск     | 470                        | Новороссийск — Саратов     |
| 473                        | Самара — Анапа             | 474                        | Анапа — Самара             |
| 481                        | Москва — Новороссийск      | 482                        | Новороссийск — Москва      |
| 493                        | Ульяновск — Анапа          | 494                        | Анапа — Ульяновск          |
| 501                        | Киров — Анапа              | 502                        | Анапа — Киров              |
| 503                        | Уфа — Анапа                | 504                        | Анапа — Уфа                |
| 509                        | Казань — Новороссийск      | 510                        | Новороссийск — Казань      |
| 513                        | Тамбов — Анапа             | 514                        | Анапа — Тамбов             |
| 519                        | Орск — Анапа               | 520                        | Анапа — Орск               |
| 521                        | Приобье — Новороссийск     | 522                        | Новороссийск — Приобье     |
| 535                        | Смоленск — Анапа           | 536                        | Анапа — Смоленск           |
| 587                        | Самара — Анапа             | 588                        | Анапа — Самара             |
| 607                        | Владикавказ — Анапа        | 608                        | Анапа — Владикавказ        |